# Chip és Dale: A Csipet Csapat (film)
A Chip és Dale: A Csipet Csapat (eredeti cím: Chip 'n Dale: Rescue Rangers) 2022-ben bemutatott amerikai vegyes technikájú kalandfilm, amelyben valós és számítógéppel animált díszletek, élő és számítógéppel animált szereplők közösen szerepelnek. A filmet Akiva Schaffer rendezte Chip és Dale karakterei és a róluk szóló azonos című animációs sorozat alapján.
Amerikában 2022. május 20-án míg Magyarországon 2022. június 14-én (szinkronnal az év július 22-én) a Disney+ mutatta be. 2024. március 2-án a Disney Channel is bemutatta.

## Cselekmény
Egy olyan világban, amelyet emberek és kitalált karakterek laknak együtt, két mókus, Chip és Dale találkozik az általános iskolában, és a legjobb barátok lesznek. Később Hollywoodba költöznek, és miután reklámokban és műsorokban statisztálnak, az 1990-es évek elején a Chip és Dale – A Csipet Csapat című sikeres televíziós sorozat főszereplői lesznek. Amikor azonban Dale-nek saját műsora lesz, a Dupla 0-ás Dale, összevesznek, ami mindkét műsor megszüntetéséhez vezet.
Harminc évvel később Chip sikeres, de kiábrándult biztosítási ügynök, míg Dale ideje nagy részét a rajongói találkozókon tölti, miután CGI-műtéten esett át. Egy este felkeresi őket egykori Rescue Rangers-szereplőtársuk, Kvarg Lipót, aki büdös sajtfüggősége miatt tartozik egy bűnöző bandának. Kvarg figyelmezteti a párost egy emberkereskedő akcióra, melynek során elrabolják a rajzfilmfigurákat, megváltoztatják a külsejüket, majd a tengerentúlra szállítják őket, hogy életük végéig mockbustereket készítsenek a műveikből. Később aznap este a két mókus megtudja, hogy Kvargot elrabolták. Találkoznak Gyurmi rendőrkapitánnyal és Ellie Steckler rendőrrel; utóbbi kiderül, hogy nagy Csipet Csapat-rajongó, és mivel a rendőrség keze meg van kötve, azt javasolja Chipnek és Dale-nek, hogy saját maguk nyomozzanak.
Chip és Dale felkeresik Bjornson sajtkereskedőt, Kvarg sajtkereskedőjét, és a banda után érdeklődnek. Elviszik őket a város hátborzongató völgyrészébe, és találkoznak a banda vezetőjével – Ciku Péterrel, a Pán Pétert játszó, ma már felnőtt színésszel – és csatlósaival, Bobbal és Jimmyvel. Péter rájön, hogy a szeszcsempész üzletében nyomoznak, és megpróbálja elfogni a párost, de a mókusok elmenekülnek. Később megosztják felfedezéseiket Ellie-vel, és megtudják, hogy Gyurmi kiközösítette, mert rossz tipp alapján cselekedett, és negatív eredménnyel razziázott a Nick Jr. csatorna stúdiójában.
Ellie segítségével a mókusok beosonnak egy fürdőházba, hogy ellopják Péter fitneszkövetőjét. Egy dokkraktárig követik a mozgását, de az már elhagyatott, mire a rendőrség megérkezik. Odabent találnak egy nagy, a rajzfilmfigurák testének megváltoztatására tervezett gépet, valamint számos rajzfilmfigura alkatrészt, köztük Kvarg bajuszát.
A rendőrségen a páros Kvarg elvesztése és a múltbéli viszályuk miatt vitatkoznak, de megérzik Kvarg kölnijének illatát. Rájönnek, hogy vagy Gyurmi, vagy Ellie dolgozik Cuki Péternek, és elmenekülnek az őrsről. A folyamatban lévő Fan Conon megpróbálják meggyőzni Csúnya Sonicot, hogy kérjen segítséget az FBI-os kapcsolataitól, de megérkezik Péter és a csatlósai, akik a közösségi médiás posztjai alapján lenyomozták Dale-t. A folytatódó üldözés során Bobot lefogják és letartóztatják, de Chipet Jimmy elkapja és a raktárba viszi. Ellie-t is odacsalja Gyurmi, kiderül, hogy ő is a bűnöző csapat tagja, és Pétert fedezi, többek között ő adta Ellie-nek a hamis Nick Jr. tippet.
Cuki Péter ráveszi Ellie-t, hogy hívja fel Dale-t, hogy a raktárba csalogassa, de Ellie egy kódolt üzenetet küld egy Csipet Csapat-epizód segítségével. Dale rájön, hogy Ellie bajban van, és kapcsolatba lép a Csipet Csapat egykori társszereplőivel, Sziporka Hebrenccel és Zümivel, akik most már házasok és gyerekeik vannak. Dale egy tűzijáték segítségével hatol be a raktárba, ami beleakad a gépbe, és megállítja azt, mielőtt Chip ellen használhatnák. A gép megbolondul, és Jimmy tündérré, Péter pedig különböző rajzfilmfigurák óriási amalgámjává változik. Míg Ellie harcol és legyőzi Gyurmit, Péter Chipet és Dale-t üldözi a raktárban, és kiderül, hogy a raktár az a hely is, ahol a mockbusterek forgatják. A mókusok a dokkokhoz csalogatják Pétert, és egy Csipet Csapat-epizódból ismert trükkel csapdába csalják.
Az FBI, élén Csúnya Sonic-kal, megérkezik, hogy letartóztassa a bűnöző csapatot. Cuki Péter ágyúgolyót lő Chipre, de Dale elviszi a találatot. Chip attól fél, hogy Dale meghalt, és bocsánatot kér az évek során tanúsított viselkedéséért, de Dale elárulja, hogy egy arany érme védi, amit Chip adott neki. A mókusok kiszabadítják az összes zsákmányolt rajzfilmfigurát, köztük Kvargot is, Dale pedig bemutatja a Csipet Csapatot Ellie-nek, aki úgy dönt, hogy saját nyomozóirodát nyit. Amikor a csapat távozik, Dale meggyőzi őket, hogy forgassanak egy Csipet Csapat rebootot, amit nagy sikerrel adnak ki.

## Szereplők
| Szereplő                              | Eredeti hang                                                                  | Magyar hang                                            | Leírás |
| ------------------------------------- | ----------------------------------------------------------------------------- | ------------------------------------------------------ | --- |
| Chip                                  | John Mulaney (felnőtt) Tress MacNeille (magas hangja) Mason Blomberg (gyerek) | Seszták Szabolcs (felnőtt) Rostás Ábel (gyerek)        | A Csipet csapat rettenthetetlen, optimista, érett vezetője és társalapítója, erős erkölcsi mércével.                                      |
| Dale                                  | Andy Samberg (felnőtt) Corey Burton (magas hangja) Juliet Donenfeld (gyerek)  | Markovics Tamás (felnőtt) Kovács András Bátor (gyerek) | Chip legjobb barátja és a Csipet csapat társalapítója, aki általában cselekszik, mielőtt gondolkodna. A jelen időbe CGI-műtéten esett át. |
| Cuki Péter (Sweet Pete)               | Will Arnett                                                                   | Papp Dániel                                            | Pán Péter középkorú és elhízott változata, aki a kora miatti kirúgása után maffiafőnök lett.                                              |
| Kvarg Lipót (Monterey Jack)           | Eric Bana                                                                     | Dézsy Szabó Gábor                                      | Egy sajtimádó ausztráliai egér és a Csipet csapat tagja.                                                                                  |
| DJ Herzogenaurach                     | Flula Borg                                                                    | Zöld Csaba                                             | Egy DJ kígyó, aki nagy rajongója Chipnek és Dale-nek.                                                                                     |
| Zümi (Zipper)                         | Dennis Haysbert Corey Burton (magas hangja)                                   | Pál Tamás                                              | Egy házilégy és a Csipet csapat tagja. A sorozat törlése után ő és Sziporka összeházasodtak és gyerekeik születtek.                       |
| Bjornson, a sajtkereskedő             | Keegan-Michael Key                                                            | Bardóczy Attila                                        | Egy báb, aki Cuki Péter-nek dolgozik. |
| Béka                                  | Keegan-Michael Key                                                            | Szabó Andor                                            | Egy biztosítási ügynök, Chip kollégája.                                                                                                   |
| Sziporka Hebrencs (Gadget Hackwrench) | Tress MacNeille                                                               | Roatis Andrea                                          | Egy feltalálló egér és a Csipet csapat tagja. A sorozat törlése után ő és Zümi összeházasodtak és gyerekeik születtek.                    |
| Bob                                   | Seth Rogen                                                                    | Varga Gábor                                            | Egy Motion capture viking törpe, aki Cuki Péter-nek dolgozik.                                                                             |
| Pumbaa                                | Seth Rogen                                                                    | Faragó András                                          | Egy vaddisznó, a 2019-es oroszlánkirályból.                                                                                               |
| B.O.B                                 | Seth Rogen                                                                    | Széles László                                          | Egy kék nyálka szörny, a Szörnyek az űrlények ellenből.                                                                                   |
| Sáska mester                          | Seth Rogen                                                                    | Szabó Máté                                             | Egy sáska, a Kung Fu Pandából. |
| Csúnya Sonic (Ugly Sonic)             | Tim Robinson                                                                  | Szabó Máté                                             | Sonic eredeti verziója a Sonic, a sündisznóból. Az internet felháborodása miatt lecserélték őt egy jobb kinézetűre.                       |
| Gyurmi kapitány (Captain Putty)       | J. K. Simmons                                                                 | Borbiczki Ferenc                                       | Egy Gumby-szerű gyurmarendőr kapitány és Ellie főnöke, aki ki akarja derítani az eltünt rajzfilm figurák esetét.                          |
| Jimmy                                 | Da'Vone McDonald                                                              | Orbán Gábor                                            | Egy jegesmedve, aki Cuki Péter-nek dolgozik.                                                                                              |
| Tigra                                 | Liz Cackowski                                                                 | Solecki Janka                                          | Egy Marvel szuperhős a Bosszúállókból. |
| Pukkandúr (Fat Cat)                   | Jim Cummings                                                                  | Faragó András                                          | Egy kövér kandúr, a Csipet csapat ősellensége.                                                                                            |
| Pete                                  | Jim Cummings                                                                  | Bognár Tamás                                           | Egy kandúr a Mickey egér rajzfilmekből.                                                                                                   |
| Fürkészszárny                         | Jim Cummings                                                                  | Orosz Gergely                                          | Egy szuperhős kacsa a Fürkészszárny rajzfilmből.                                                                                          |
| Mickó, a cickós mackó                 | Jim Cummings                                                                  | Eredeti hang                                           | Micimackó érthetetlen nyelven beszélő hamisított változata a Mickó, a cickós mackó hamisítvány filmből.                                   |
| Tigris                                | Jim Cummings                                                                  | Eredeti hang                                           | Tigris érthetetlen nyelven beszélő hamisított változata a Mickó, a cickós mackó hamisítvány filmből.                                      |
| Lumiere                               | Jeff Bennett                                                                  | Hirtling István                                        | Egy gyertyatartó az 1991-es szépség és a szörnyetegből.                                                                                   |
| Balu (Baloo)                          | Steven Curtis Chapman                                                         | Dörner György                                          | Egy ajakos medve a 2016-os dzsungel könyvéből.                                                                                            |
| Bruce Wayne / Batman                  | Jorma Taccone                                                                 | Hajdu Tibor                                            | Egy szuperhős a DC-moziuniverzumból. |
| He-Man                                | Alan Oppenheimer                                                              | Dózsa Zoltán                                           | Egy nagy erejű harcos a Masters of the Universe-ből.                                                                                      |
| Skeletor                              | Alan Oppenheimer                                                              | Bezerédi Zoltán                                        | Egy csontváz démon, He-Man ősellensége a Masters of the Universe-ből.                                                                     |
| Roger nyúl (Roger Rabbit)             | Charles Fleischer                                                             | Bezerédi Zoltán                                        | Egy nyúl a Roger nyúl a pácban filmből.                                                                                                   |
| Dagobert McCsip (Scrooge McDuck)      | David Tennant                                                                 | Eredeti hang                                           | Egy nagyon gazdag zsugori kacsa a Kacsamesékből.                                                                                          |
| Ficánka (Flounder)                    | Rachel Bloom                                                                  | Tóth Csanád                                            | Egy trópusi hal az 1989-es kis hableányból.                                                                                               |
| Bárány                                | Rachel Bloom                                                                  | Kovács Nóra                                            | Chip egyik ügyfele. |
| Stinsons fiú                          | Rachel Bloom                                                                  | Markovics Tamás                                        | Bart Simpson hamisított változata, aki érthetetlen nyelven beszél.                                                                        |
| Stinsons apa                          | Matt Nolan Tom Antonellis                                                     | Eredeti hang                                           | Homer Simpson hamisított változata, aki érthetetlen nyelven beszél.                                                                       |
| Házi néni                             | Jean Gilpin                                                                   | Csonka Anikó                                           | Egy beszélő ház, Chip szomszédja. |
| Szereplő                              | Színész                                                                       | Magyar hang                                            | Leírás |
| Ellie Steckler                        | KiKi Layne                                                                    | Staub Viktória                                         | Egy újonc rendőrtiszt és a Csipet csapat lelkes rajongója.                                                                                |
| Dave Bollinari                        | Chris Parnell                                                                 | Makranczi Zalán                                        | Dale ügynöke. |
| Paul Rudd                             | Paul Rudd                                                                     | Széles Tamás                                           | Egy színész a Fan Conon. |

Megjegyzések
1. ↑  Annak ellenére, hogy Dalenek is a hangja, mivel Bart Simpsont is ő szinkronizálja a Simpson családban, éppen ezért kapott magyar hangot a karakter.

## Filmzene
Az összes szám szerzője Brian Tyler. 
| 1.    | Chip 'n Dale Rescue Rangers Theme (Post Malone) | 2:24 |
| 2.    | Rescue Rangers Anthem                           | 2:28 |
| 3.    | Sweet Pete Suite                                | 2:18 |
| 4.    | New School, Same Dale                           | 1:34 |
| 5.    | Best Friends                                    | 1:44 |
| 6.    | Just a Showbiz Thing                            | 2:15 |
| 7.    | Chip off the Ol' Block                          | 2:35 |
| 8.    | Monterey Jack                                   | 2:41 |
| 9.    | Bootlegging                                     | 2:30 |
| 10.   | The Case of the Missing Monty                   | 3:12 |
| 11.   | Main Street                                     | 2:29 |
| 12.   | The Cheese Cellar                               | 2:52 |
| 13.   | Old Merchandise                                 | 1:30 |
| 14.   | A Beary Narrow Escape                           | 3:18 |
| 15.   | Double O'Dale'd                                 | 1:19 |
| 16.   | The Crime Lab                                   | 2:00 |
| 17.   | The Russian Bathhouse                           | 3:02 |
| 18.   | San Pedro Docks                                 | 2:49 |
| 19.   | Mission Chippossible                            | 2:22 |
| 20.   | Not Heroes                                      | 2:38 |
| 21.   | Sniffing Out a Clue                             | 3:22 |
| 22.   | Chipnapped                                      | 3:39 |
| 23.   | The Bare Necessities (instrumental)             | 2:37 |
| 24.   | Dirty Putty                                     | 4:08 |
| 25.   | Rangers Reunited                                | 1:51 |
| 26.   | Rescuing Chip                                   | 1:58 |
| 27.   | Frankenpete                                     | 3:14 |
| 28.   | The Smartest Chipmunks                          | 4:16 |
| 29.   | Rescue Rangers                                  | 5:11 |
| 60:18 |                                                 |      |

## Bemutató
A Chip és Dale: A Csipet Csapat premierje a kaliforniai Hollywoodban, az El Capitan Színházban volt, és 2022. május 20-án mutatták be Disney+ filmként.

## Jövő
A film megjelenése után Dan Gregor és Doug Mand írók kijelentették, hogy szívesen megírnák a folytatás forgatókönyvét, de ez az első film népszerűségétől függene.